# Církev československá na Podkarpatské Rusi
Náboženské obce Církve československé na Podkarpatské Rusi vznikaly od roku 1922 v rámci diecéze této církve, která zahrnovala Slovensko a Podkarpatskou Rus. Duchovní správa zde byla vykonávána prostřednictvím biskupa olomouckého. 

## Historický přehled
První snahy představitelů CČS pro území Podkarpatské Rusi se orientovaly na americké Slováky, díky nimž se chtěli dostat svým vlivem na území Slovenska a Podkarpatské Rusi, což se však nepodařilo. Následně proběhl pokus založit náboženskou obec v Bratislavě roku 1922, ale i tomuto kroku byly kladeny překážky. Státního uznání pro území Slovenska a Podkarpatské Rusi se jí dostalo až roku 1925. 
Na Podkarpatské Rusi se ustavily roku 1931 dvě náboženské obce se dvěma duchovními, a to v Chustu (duchovní Josef Souček) a Užhorodu (duchovní Pavel Bouda). 
Vývoj probíhal i následně: Užhorod (1927) • Chust (1928) • Mukačevo (1931) • Slatinské Doly (1931). 
V roce 1939 po vzniku Slovenského státu a okupace jižního Slovenska a Podkarpatské Rusi Maďarskem byla zde duchovní moc potlačena, fakticky zanikla. V době zániku náboženských obcí po anexi Maďarskem je uváděno v Užhorodě 800 členů náboženské obce, v Mukačevě 400.
V roce 1939 byla činnost CČS na Slovensku zcela zakázána. Tento zákaz byl zrušen až po rozdělení států v roce 1993.